# Bełopolane
Bełopolane (bułg. Белополяне) – wieś w południowej Bułgarii, w obwodzie Chaskowo, w gminie Iwajłowgrad. Według danych Narodowego Instytutu Statystycznego w Bułgarii z 31 grudnia 2011 wieś liczyła 128 mieszkańców.

## Położenie
Bełopolane położone jest w najbardziej wysuniętym grzbiecie górskim Rodop Wschodnich. Na obrzeżach miejscowości znajduje się kilka źródeł.

## Przyroda
Na terenach wokół wsi znajdują się liczne jaskinie, które są objęte od 1978 roku obszarem chronionym o powierzchni 80 ha. 3 km od wsi znajduje się rezerwat przyrody Likana, mieszczący bogatą obfitość roślinną i nazywany "królestwem" storczyków.